# Armin Bauer
Armin Bauer (* 15. Juli 1990 in Bozen) ist ein italienischer Nordischer Kombinierer.

## Werdegang
Bauer begann seine internationale Karriere 2005 bei FIS-Rennen. Ab 2006 startete er im B-Weltcup der Nordischen Kombination. Bei der Junioren-Weltmeisterschaft 2006 in Kranj erreichte er den 26. Platz im Sprint und den 28. Platz im Gundersen. Im Teamwettbewerb erreichte er mit der Mannschaft den siebten Platz. Ein Jahr später bei der Junioren-Weltmeisterschaft 2007 in Tarvisio erreichte er im Gundersen den 14. Platz und im Sprint den 24. Platz. Mit dem Team verpasste er mit Platz vier nur knapp die Medaillenränge. Auch in Zakopane 2008 erreichte er mit dem Team nur Platz vier. Am 29. November 2008 gab Bauer in Kuusamo sein Debüt im Weltcup der Nordischen Kombination. Bereits in seiner ersten Saison konnte er dabei erste Weltcup-Punkte gewinnen. Auch in der Folgesaison gelang ihm dies. Bei den Olympischen Winterspielen 2010 in Vancouver erreichte Bauer den 43. Platz im Einzel von der Normalschanze und den 21. Platz im Einzel von der Großschanze. Im Teamwettbewerb wurde er gemeinsam mit Alessandro Pittin, Giuseppe Michielli und Lukas Runggaldier am Ende Zehnter. Die Saison 2009/10 beendete er daraufhin mit fünf Weltcup-Punkten punktgleich mit Maxime Laheurte auf dem 61. Platz der Weltcup-Gesamtwertung. Am 12. Januar 2014 gewann Bauer seinen ersten und einzigen Continental-Cup-Wettbewerb in Høydalsmo.

## Statistik

### Teilnahmen an Olympischen Winterspielen
| Jahr und Ort   | Wettbewerb   | Wettbewerb   | Wettbewerb |
| Jahr und Ort   | Gundersen NS | Gundersen GS | Team       |
| -------------- | ------------ | ------------ | ---------- |
| 2010 Vancouver | 43.          | 21.          | 10.        |
| 2014 Sotschi   | 14.          | 23.          | 08.        |

### Weltcup-Platzierungen
| Saison  | Platz | Punkte |
| ------- | ----- | ------ |
| 2008/09 | 72.   | 04     |
| 2009/10 | 61.   | 05     |
| 2010/11 | 40.   | 35     |
| 2011/12 | 34.   | 79     |
| 2012/13 | 50.   | 30     |
| 2013/14 | 32.   | 97     |
| 2014/15 | 43.   | 45     |
| 2015/16 | 43.   | 18     |